# Jake Kilrain

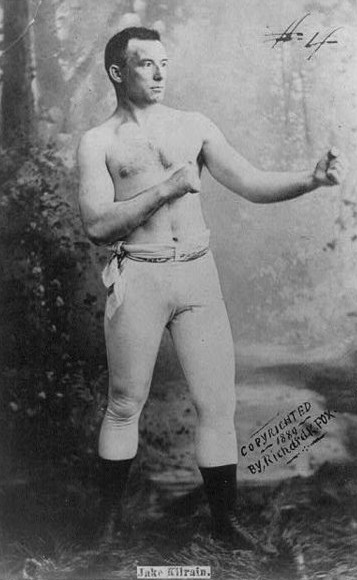
Jake Kilrain

John Joseph Killion, mais conhecido como Jake Kilrain (Nova Iorque, 9 de fevereiro de 1859 – Quincy, 22 de dezembro de 1937) foi um famoso pugilista americano. 

## Biografia
Kilrain começou a lutar boxe em 1879 e logo ganhou fama de ser um adversário durão, difícil de ser batido. Boxeador de uma época em que ainda se lutava com as mãos nuas, Kilrain entrou para história por ter participado de uma épica disputa de título contra John L. Sullivan.
A luta entre Kilrain e Sullivan aconteceu em 8 de julho de 1889, tendo sido o primeiro evento esportivo nos Estados Unidos a receber uma ampla cobertura da imprensa. De início, Kilrain se mostrou superior e parecia que levaria a melhor, quando o campeão vomitou ao final do 44º assalto. Contudo, uma reviravolta acabou acontecendo, Sullivan conseguiu reagir e levou Kilrain a nocaute no 75º assalto. Kilrain ainda quis retornar para o assalto seguinte, porém seu auxiliar não permitiu e, assim sendo, Sullivan foi decretado o vencedor do duelo. 
Após esta luta contra Sullivan, Kilrain lutou por mais dez anos, já como um boxeador de luvas, seguindo as regras de Queensberry. Seu maior feito nesse período foi uma vitória por nocaute contra George Godfrey, que aconteceu em 1891.
Em 1899, Kilrain abandonou os ringues definitivamente, e apesar de ter sido um grande boxeador, de muitas vitórias, foi sua derrota para Sullivan que marcou sua carreira para sempre.
Em 2012, Jake Kilrain foi incluído na galeria dos melhores boxeadores de todos os tempos, que hoje estão imortalizados no International Boxing Hall of Fame.